# Rjazanjska oblast
Rjazanjska oblast (rus. Рязанская область) je federalni subjekt (oblast) u Rusij. Administrativni centar je grad Rjazanj.